# Sacculina imberbis
Sacculina imberbis is een krabbezakjessoort uit de familie van de Sacculinidae. De wetenschappelijke naam van de soort is voor het eerst geldig gepubliceerd door Sueo M. Shiino.